# Agathiopsis basipuncta
Agathiopsis basipuncta là một loài bướm đêm trong họ Geometridae.